# Bobsled Coaster
Der Bobsled Coaster (deutsch Schlitten-Achterbahn) ist ein Stahlachterbahntyp des Herstellers Gerstlauer Amusement Rides. Die erste Auslieferung mit dem Namen G’sengte Sau ging 1998 an den Erlebnispark Tripsdrill. Insgesamt wurden 15 Anlagen dieses Typs ausgeliefert. Als Fahrelemente kommen beim Bobsled Coaster unter anderem Airtime-Hügel, Mauskurven und geneigte Kurven zum Einsatz. Der Coaster ist sowohl mit einem klassischen Kettenlift, als auch mit Reibradliften oder Vertikalaufzügen verfügbar. Alle Antriebssysteme sind miteinander kompatibel.
Des Weiteren wird der Coaster mit drei vorgefertigten Layouts angeboten „Bobsled Coaster 390“, „Bobsled Coaster 515“ sowie „Bobsled Coaster 610“, allerdings kann auf Wunsch auch ein eigenes Layout entworfen werden.

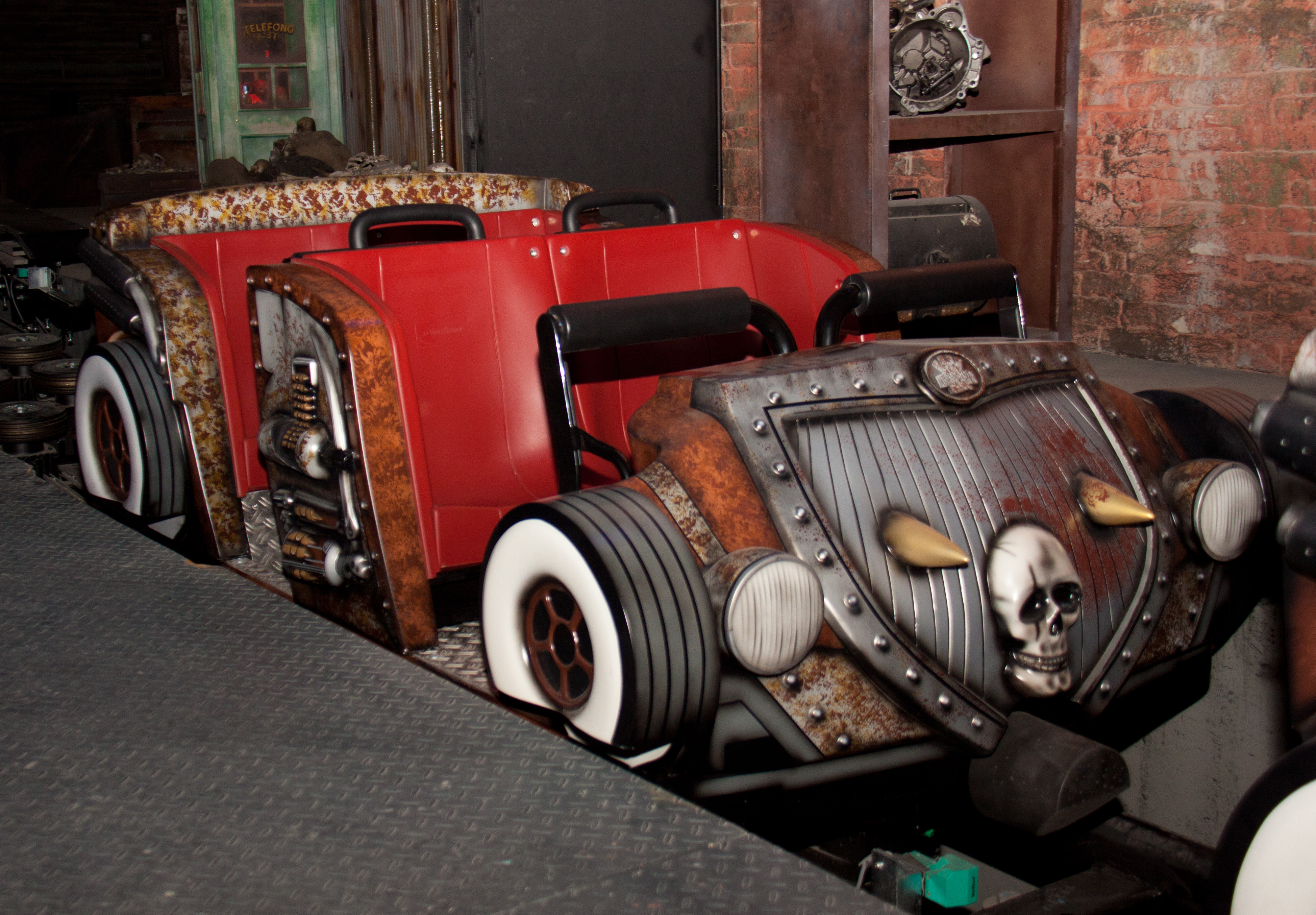
Ein Wagen des Bobsled Coaster

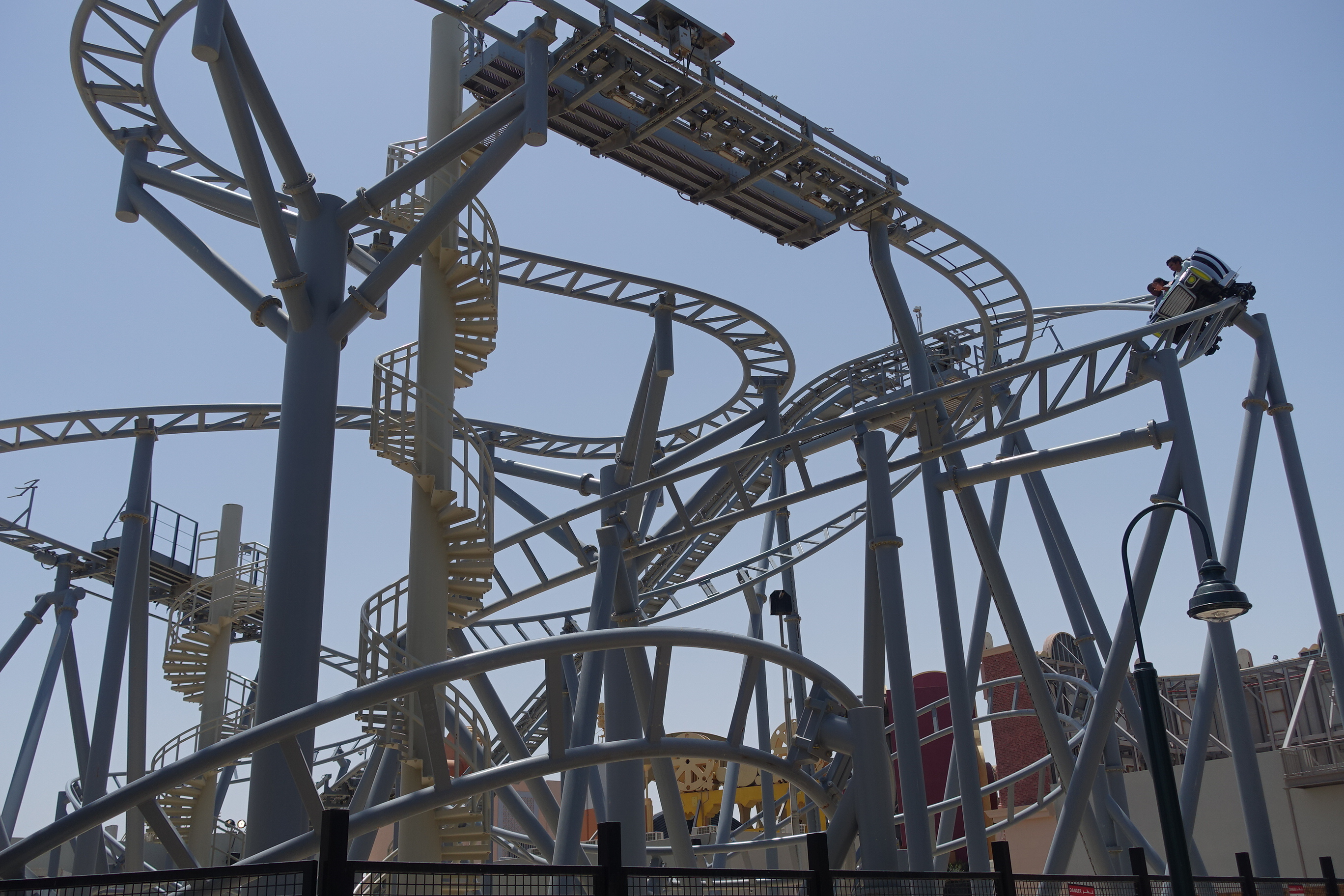
Green Hornet: High Speed Chase in Motiongate

## Auslieferungen
| Name                           | Modell                       | Park                           | Land                         | Öffnungsjahr       |
| ------------------------------ | ---------------------------- | ------------------------------ | ---------------------------- | ------------------ |
| G’sengte Sau                   | Bobsled Coaster Modell 480/4 | Erlebnispark Tripsdrill        | Deutschland                  | 1998               |
| Thor’s Hammer                  | Bobsled Coaster Modell 480/4 | Djurs Sommerland               | Dänemark                     | 2002               |
| Vilda Musen                    | Bobsled Coaster (Custom)     | Gröna Lund                     | Schweden                     | 2003               |
| Drachenritt                    | Bobsled Coaster (Custom)     | Belantis                       | Deutschland                  | 2003               |
| Die heiße Fahrt                | Bobsled Coaster (Custom)     | Wild- und Freizeitpark Klotten | Deutschland                  | 2004               |
| Aqua Wind                      | Bobsled Coaster Modell 380/4 | Lagunasia                      | Japan                        | 2004               |
| Cobra                          | Bobsled Coaster Modell 450/4 | Paultons Park                  | Vereinigtes Königreich       | 2006               |
| Van Helsing’s Factory          | Bobsled Coaster (Custom)     | Movie Park Germany             | Deutschland                  | 2011               |
| Rattenmühle                    | Bobsled Coaster (Custom)     | Familypark Neusiedlersee       | Österreich                   | 2013               |
| Green Hornet: High Speed Chase | Bobsled Coaster Modell 390/4 | Motiongate                     | Vereinigte Arabische Emirate | 2016               |
| Speed Rockets                  | Bobsled Coaster (Custom)     | Jardin d’Acclimatation         | Frankreich                   | 2018               |
| Tiki-Waka                      | Bobsled Coaster (Custom)     | Walibi Belgium                 | Belgien                      | 2018               |
| Gold Rusher                    | Bobsled Coaster Modell 390/4 | Tatzmania Löffingen            | Deutschland                  | 2019               |
| Gesengte Sau                   | Bobsled Coaster (Custom)     | Wiener Prater                  | Österreich                   | 2020               |
| Ziegelblitz                    | Bobsled Coaster (Custom)     | Jaderpark                      | Deutschland                  | 2024               |
| Unbekannt                      | Bobsled Coaster 515/4        | Mandoria                       | Polen                        | 2024 (eingelagert) |